# Бірт (Ніссевард)
Бірт (нід. Biert) — селище в нідерландській провінції Південна Голландія. Входить до муніципалітету Ніссевард.
У 1817—1855 роках мало статус окремого муніципалітету.